# Cronaca Illustrata di Ivan il Terribile
La Cronaca Illustrata di Ivan il Terribile (in russo Лицевой летописный свод?) è una cronaca realizzata tra il 1568 e il 1576 in Russia e oggi conservata in tre diverse sedi a Mosca. Essa rappresenta la maggiore raccolta di informazioni storiche relative all'epoca medievale russa e copre il periodo che va dalla creazione del mondo al 1567. È informalmente conosciuto come il Libro dello Zar (Царь-книга, Zar Kniga), in analogia con la Campana dello Zar e lo Zar-puška.
Il manoscritto fu commissionato da Ivan il Terribile allo scopo di destinarlo volontariamente alla sua biblioteca reale. Il significato letterale del titolo russo è «cronaca con un volto», alludendo alle numerose miniature dipinte a mano. La raccolta è composta da 10 volumi, contenenti circa diecimila fogli di carta cotone. L'opera conta oltre 16.000 miniature.

## Contenuto

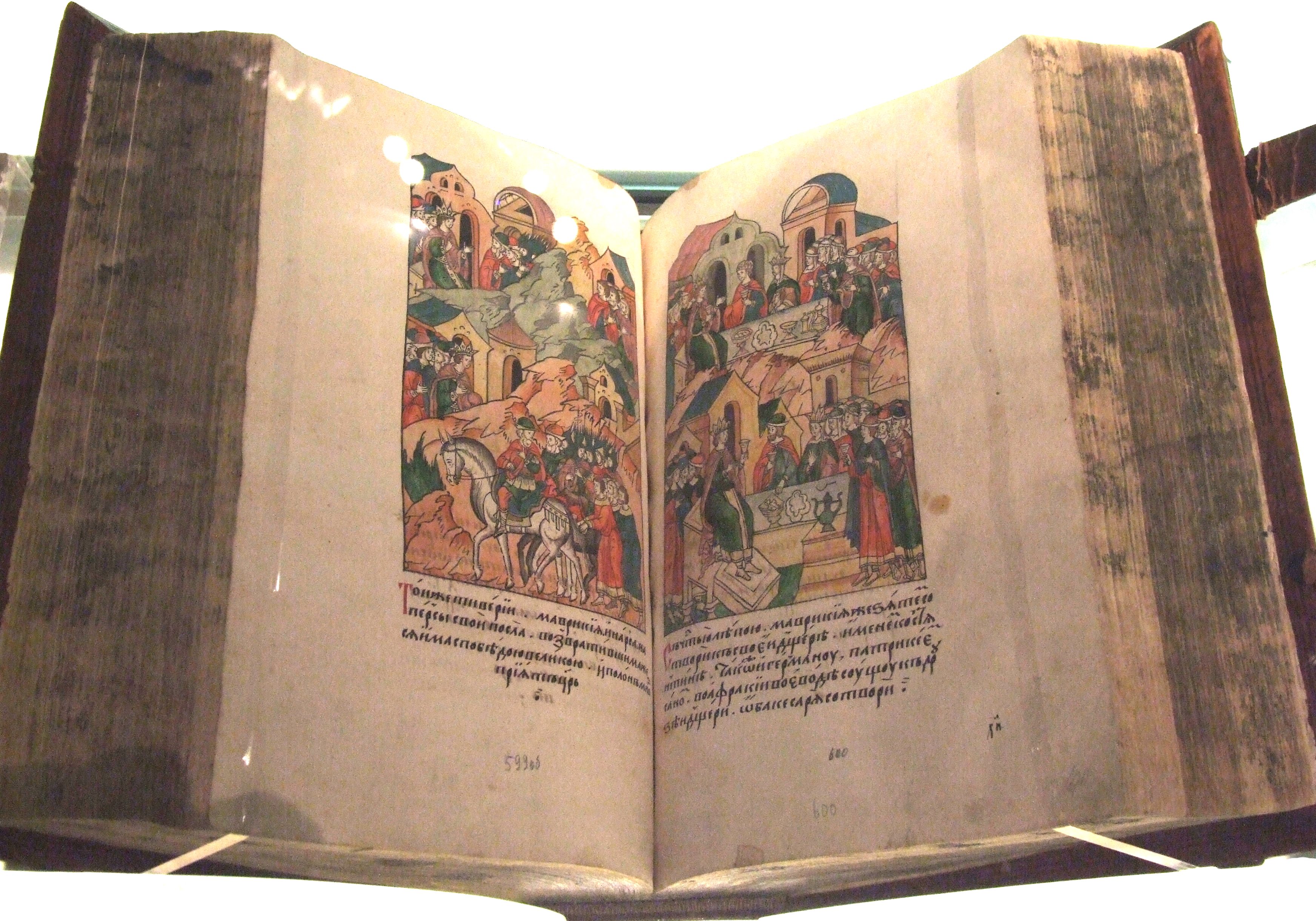
Due miniature tratte dal primo libro della cronaca

I volumi sono raggruppati in ordine cronologico e trattano quattro archi storici principali, ovvero la storia biblica, la storia romana, la storia di Bisanzio e la storia della Russia. I titoli e i contenuti dei dieci volumi sono:
1. Miscellanea del Museo (Музейский сборник, Museo statale di storia) - 1 031 pagine, 1 677 miniature. Storia sacra ebraica e greca, dalla creazione alla distruzione di Troia nel XIII secolo a.C.
2. Miscellanea del Cronografo (Хронографический сборник, Biblioteca dell'Accademia delle Scienze Russa) - 1 469 pagine, 2 549 miniature. Storia dell'antico Oriente (Periodo ellenistico, Antica Roma, dall'XI secolo a.C. al 70 d.C.)
3. Cronografia dei Volti (Лицевой хрононограф, Biblioteca nazionale russa) - 1 217 pagine, 2 191 miniature. Storia di Roma antica dal 70 al 337 e Storia dell'impero bizantino fino al X secolo.
4. Volume Golicyn (Голицынский том, Biblioteca nazionale russa) - 1 035 pagine, 1 964 miniature. Storia russa dal 1114 al 1247 e dal 1425 al 1472.
5. Volume Laptev (Лаптевский том, Biblioteca Nazionale Russa) - 1 005 pagine, 1 951 miniature. Storia russa dal 1116 al 1252.
6. Volume Osterman I (Остермановский первый том, Biblioteca dell'Accademia delle Scienze Russa). Storia russa dal 1254 al 1378.
7. Volume Osterman II (Остестермановский второй том, Biblioteca dell'Accademia delle Scienze di Russia) - 887 pagine, 1 581 miniature. Storia russa dal 1378 al 1424.
8. Volume Šumilov (Шумиловский том, Biblioteca nazionale russa) - 986 pagine, 1 893 miniature. Storia russa nel 1425 e dal 1478 al 1533.
9. Volume del Sinodo (Синонодальный том, Museo Statale di Storia) - 626 pagine, 1 125 miniature. Storia russa dal 1533 al 1542 e dal 1553 al 1567.
10. Libro reale (Царственная книга, Museo statale di storia) - 687 pagine, 1 291 miniature. Storia russa dal 1533 al 1553.

## Storia
Si ritiene che la serie di manoscritti sia stata realizzata tra il 1568 e il 1576, anche se il lavoro sembra essere stato avviato negli anni 1540. Fu commissionata da Ivan IV di Russia, detto il Terribile, e destinata alla biblioteca reale allo scopo di utilizzarle per istruire i suoi figli. Il confidente dello zar Aleksej Adašev fu coinvolto nella creazione dell'opera. Nel 1575 vennero apportate delle correzioni riguardanti il regno di Ivan IV e, in origine, l'opera non era rilegata.
La cronaca fu conservata a lungo nella biblioteca dello zar, finché nel 1683 fu consegnata al Palazzo Magistrale e poco dopo divisa e distribuita. Ad esempio, il Cronografo dei Volti risultava presente nell'inventario della biblioteca del Cortile della stampa (1727, 1775). Nel 1786 questo volume compare nell'inventario della Biblioteca Tipografica come destinato alla trasmissione alla Biblioteca Sinodale. All'inizio del XIX secolo, il volume apparteneva al nobile greco e poi naturalizzato russo Zoya Zosima, grande mercante e benefattore pubblico.
La cronaca è oggi custodita in tre diverse località a Mosca, ovvero la Biblioteca di Stato, il Museo statale di storia e la Biblioteca dell'Accademia delle Scienze.

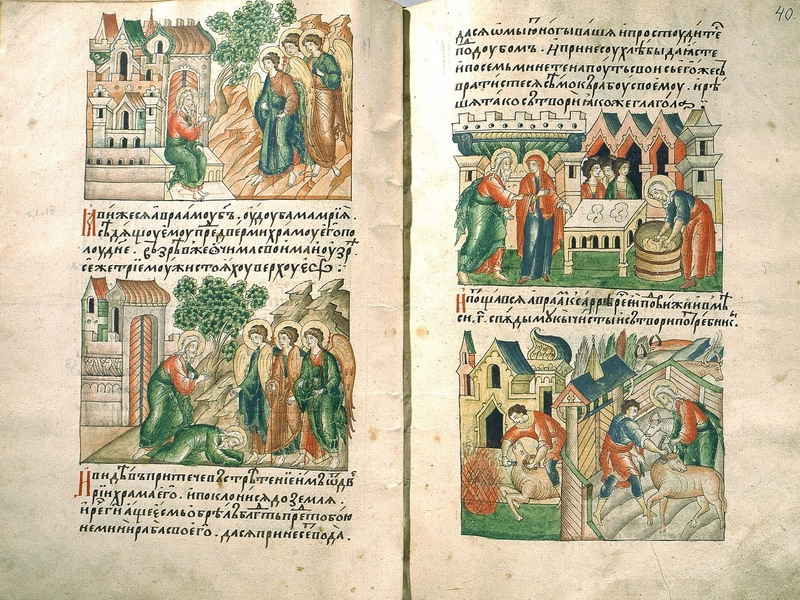
Cronaca illustrata. Storia di Abramo e Isacco
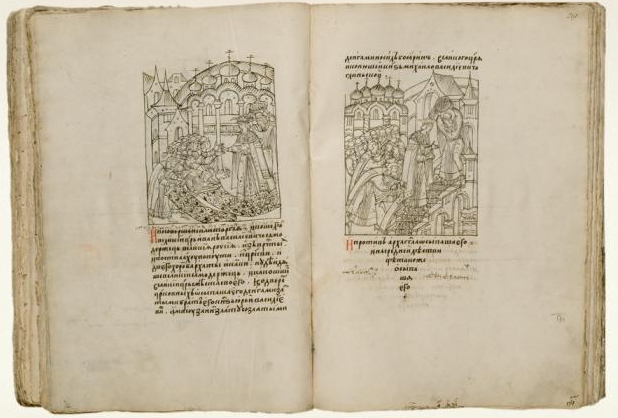
Libro reale. L'incoronazione di Ivan il Terribile
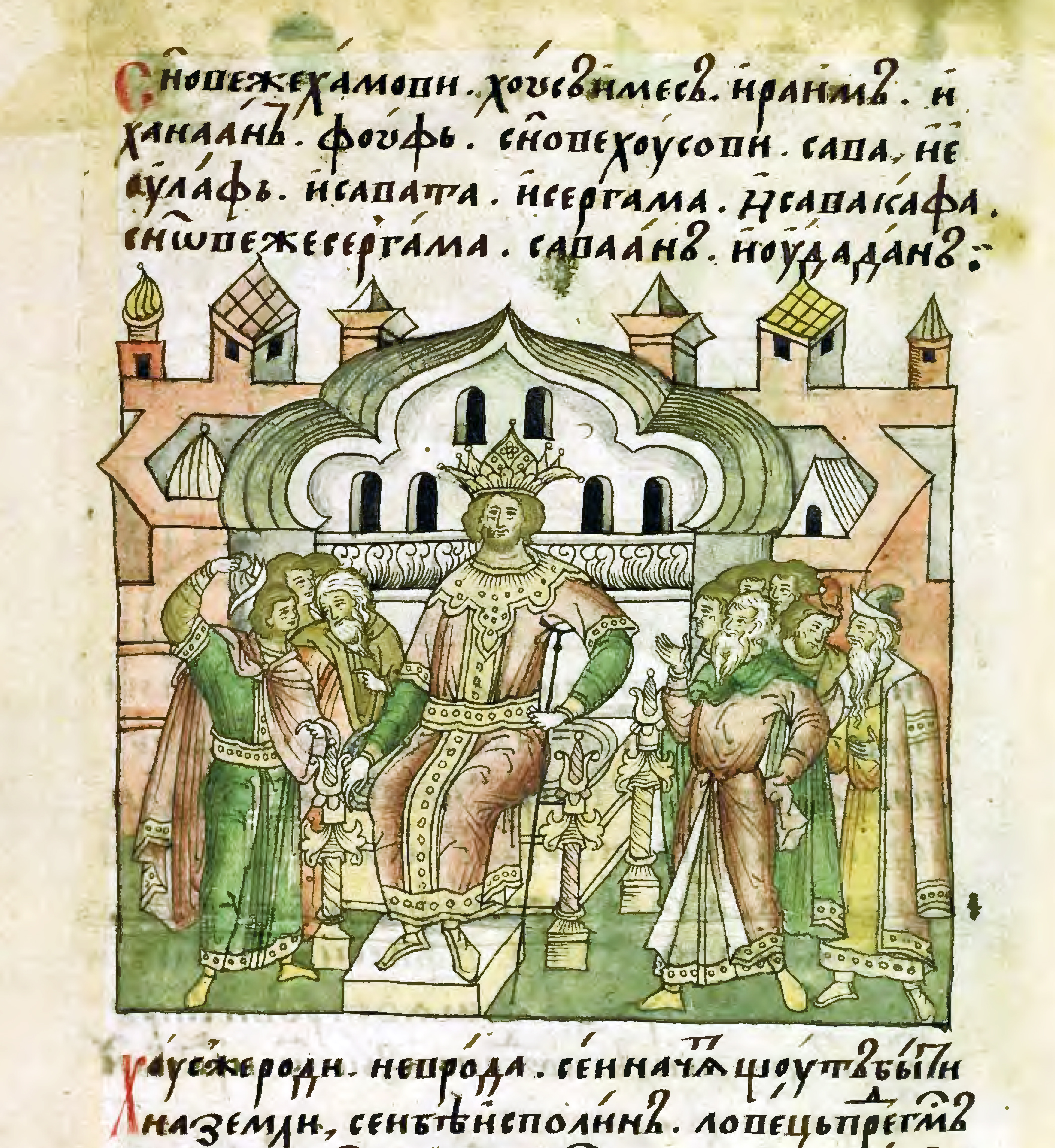
Pagina tratta dalla Cronografia dei Volti
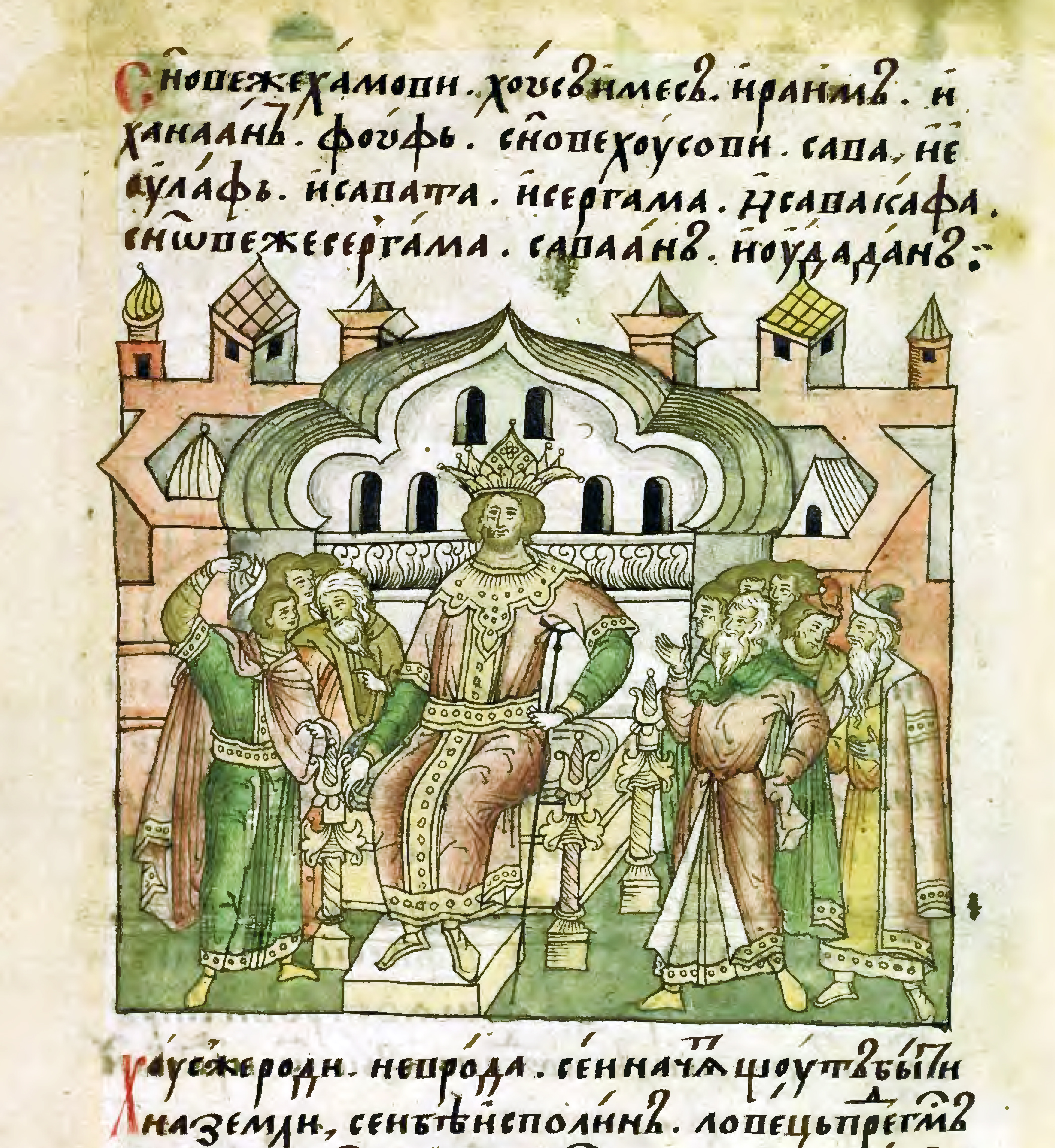
Miniatura della cronaca che raffigura la battaglia del lago ghiacciato
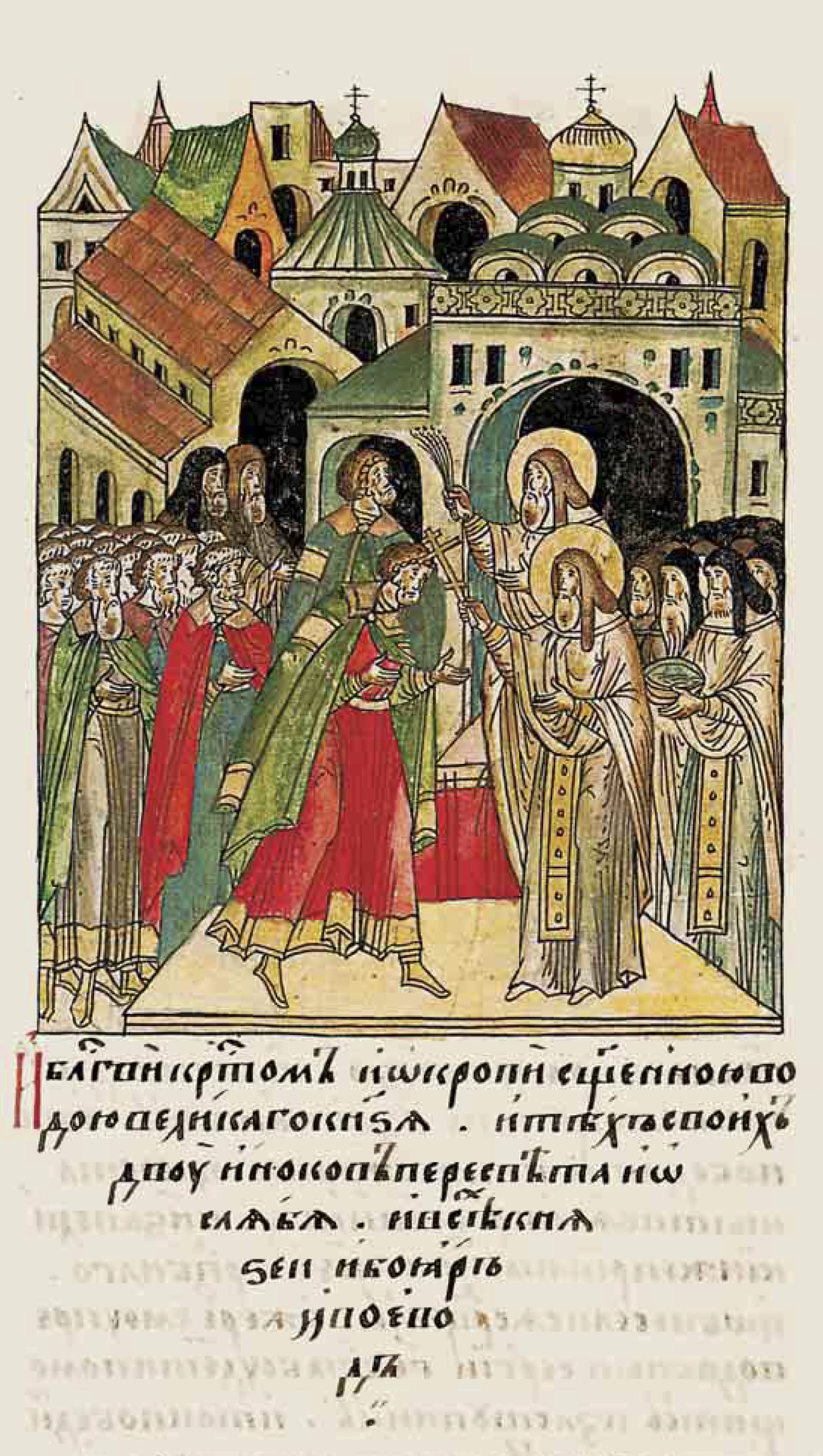
Aleksandr Peresvet, il Monaco Guerriero, viene benedetto assieme a Osliabia da San Sergio di Radonež

## Influenza e significato culturale
Lo studioso di cronache Boris Kloss ha definito l'opera come «il principale lavoro cronografico della Russia medievale». Le miniature della Cronaca sono oggi apprezzate e studiate sia per il loro valore storico sia per quello artistico.